# هارفي كاريغنان
هارفي كاريغنان (بالإنجليزية: Harvey Carignan) هو قاتل متسلسل أمريكي، ولد في 18 مايو 1927 في فارغو في الولايات المتحدة.

## وصلات خارجية
- هارفي كاريغنان على موقع إن إن دي بي (الإنجليزية)